# Grote renspin
De grote renspin (Thanatus formicinus) is een spinnensoort uit de familie van de renspinnen (Philodromidae). De wetenschappelijke naam van de soort werd, als Araneus formicinus, in 1758 gepubliceerd door Carl Alexander Clerck.
De soort komt voor in het Holarctisch gebied: Noord-Amerika, Europa, Noord-Afrika, Turkije, de Kaukasus, Rusland (van het Europese deel tot het Verre-Oosten), Irak, Iran, Kazachstan, Centraal-Azië, China en Japan.